# Circus ad fundum
Circus ad fundum is het zesde album in de stripreeks van W817. Het scenario is geschreven door Hec Leemans en het album is getekend door Luc Van Asten en Wim Swerts. De strip werd in 2004 uitgegeven door Standaard Uitgeverij.

## Het verhaal
'Circus ad fundum' slaat zijn tenten op in de buurt van wijk 8 nummer 17. Ze zoeken vele jobstudenten en bijna iedereen van het huis gaat in het circus werken. Niet iedereen is echter even tevreden met het circus. Vele dierenactivisten proberen de circusvoorstellingen te boycotten. De dappere studenten proberen dit tegen te houden.

## Hoofdpersonages
- Jasmijn De Ridder
- Akke Impens
- Zoë Zonderland
- Carlo Stadeus
- Birgit Baukens
- Tom Derijcke
- Steve Mertens

## Gastpersonages
- Ad Fundum, circusdirecteur
- Activisten van dierenorganisatie 'Gaga'
- Zorro
- Knotsbom-Brothers
- Pipo, clown
- Jumbo
- Eppo en Leo
- Charlie
- Brutus
- Zita

## Trivia
- Dierenorganisatie 'Gaga' is een verwijzing naar het bestaande Gaia